# Jon Alpert
Jon Alpert (nacido c. 1948) es un periodista estadounidense y realizador de documentales, conocido por utilizar las técnicas del cine de realidad en sus películas. 

## Vida y carrera
Originario de Port Chester, Nueva York, Alpert se recibió en 1970 de la Universidad Colgate.
Alpert viajó mucho como periodista de investigación y ha informado desde Vietnam, Camboya, Irán, Nicaragua, Filipinas, Cuba, China y Afganistán. Realizó películas para NBC, PBS y HBO. Entrevistó a Fidel Castro en varias oportunidades, y fue uno de los pocos periodistas occidentales en realizar una entrevista grabada en video con Saddam Hussein desde la Guerra del Golfo.  
En 1972 Alpert y su esposa, Keiko Tsuno, fundaron el "Downtown Community Television Center", uno de los primeros centros de medios comunitarios de Estados Unidos.  
En 1991, mientras trabajaba para NBC, Alpert fue el primer periodista estadounidense en traer imágenes de video sin censura de la primera Guerra del Golfo. El metraje, en gran parte centrado en víctimas civiles, se canceló tres horas antes de su emisión, y Alpert fue despedido simultáneamente. Más tarde ese año, el productor ejecutivo de CBS Evening News, Tom Bettag, planeó transmitir el metraje, pero esta emisión también se canceló y Bettag también fue despedido.  

## Premios y nominaciones
En el transcurso de su carrera, ganó 15 premios Emmy y tres premios DuPont-Columbia. 
En 2010 fue nominado para un Premio Óscar en la categoría de Mejor Documental Corto por "El desastre antinatural de China: Las lágrimas de la provincia de Sichuan".
En 2012 fue nominado para un Premio Óscar en la categoría Mejor Documental Corto por su película "Redención". Alpert ganó el Premio Erikson Institute a la Excelencia en Medios de Salud Mental con la codirectora Ellen Goosenberg Kent por su documental War Torn: 1861-2010.

## Películas
- 1980: Third Avenue: Only the Strong Survive (Director)
- 1982: Vietnam: recogiendo las piezas
- 1985: Vietnam: hablando con la gente
- 1989: Un año en una vida de crimen (Director / Productor)
- 1991: Violación: Gritos del corazón (Productor ejecutivo)
- 1995: High on Crack Street: Lost Lives in Lowell (Director de fotografía / Productor)
- 1995: Lock-up: Los prisioneros de la isla Rikers
- 1998: La vida del crimen 2
- 1998: Una temporada de Cenicienta: The Lady Vols Fight Back
- 2002: Tener y no tener (Director)
- 2002: Afganistán: de la zona cero a la zona cero (Director)
- 2002: Papa (Director / Productor)
- 2003: Latin Kings: A Street Gang Story (Director / Editor / Director de fotografía / Productor)
- 2003: Coca y el congresista (Director)
- 2004: El último vaquero (Director)
- 2004: Dope Sick Love (Productor ejecutivo)
- 2004: Off to War (Productor ejecutivo)
- 2004: Bullets in the Hood: A Bed-Stuy Story (Productor ejecutivo)
- 2005: Venezuela: Revolution in Progress (Director de fotografía)
- 2006: Bagdad ER (Director / Productor)
- 2007: The Bridge TV Show (Productor ejecutivo / Director de fotografía)
- 2008: Sección 60: Cementerio Nacional de Arlington (codirector / coproductor)
- 2008: Dirty Driving: Thundercars of Indiana (Director / Productor)
- 2008: A Woman Among Boys (codirector / coproductor)
- 2009: Desastre antinatural de China: las lágrimas de la provincia de Sichuan (codirector / coproductor)
- 2012: en la plaza Tahrir (codirector / coproductor)
- 2013: Redención (codirector)
- 2014: El otro hombre: FW de Klerk y el fin del apartheid (Productor ejecutivo)
- 2015: The Latin Explosion: A New America (Director / Productor)
- 2016: Banca en Bitcoin (Productor)
- 2016: Mariela Castro's March: Cuba's LGBT Revolution (Directora / Productora)
- 2017: Rock and a Hard Place (Director / Productor)
- 2017: Cuba y el camarógrafo (Director / Productor / Escritor)
- 2018: All for One (codirector)
- 2021: Life of Crime 1984-2020 (Director)

## Premios y distinciones
Premios Óscar
| Año  | Categoría              | Película                                                  | Resultado |
| ---- | ---------------------- | --------------------------------------------------------- | --------- |
| 2010 | Mejor documental corto | China's Unnatural Disaster: The Tears of Sichuan Province | Nominado  |
| 2013 | Mejor documental corto | Redemption                                                | Nominado  |